# Вотінов Максим Андрійович
Максим Андрійович Вотінов (* рос. Максим Андреевич Вотинов, нар. 29 серпня 1988) — російський футболіст, нападник клубу «Балтика» (Калінінград).

## Біографія
Футболіст Максим Вотінов має коріння з Санкт-Петербурга. Звідти він відправився в Швейцарію, де тренувався за клуб «Івердон». Пізніше тренувався в казахстанській «Астані», але опинився в клубі «Куусанкоскі» з першого дивізіону Фінляндії. Там за сезон забив 16 м'ячів, чим зацікавив функціонерів клубу МюПа. Спортивний директор Марко Мансо охаректиризував 20-річного новачка як швидкого та результативного лівоногого нападника, що добре орієнтується в штрафному майданчику суперників.
У складі МюПа проявив себе в матчах Ліги Європи, де після другого кваліфікаційного раунду сезону 2010—2011 став одним з найкращих бомбардирів.